# Paul Johnson (musicien)
Pour les articles homonymes, voir Paul Johnson.
Paul Leighton Johnson (prononcé : [pɔl ˈleɪtən ˈdʒɑnsən] ; né le 11 janvier 1971 à Chicago et décédé le 4 août 2021 à Evergreen Park, dans l'Illinois) est un DJ et producteur de musique électronique américain. Il se fait connaître en 1999 avec la chanson house Get Get Down.

## Biographie
Paul Johnson commence à mixer en 1985, mais son travail en tant que producteur commence véritablement au début des années 1990. Il est surtout connu pour son tube planétaire Get Get Down, sorti durant l'été 1999. Il est également l'auteur du morceau Doo Wap. En 1987, il est victime d'un coup de feu accidentel le blessant gravement à la jambe gauche. En 2003, il est amputé de sa jambe gauche. En 2010, il perd sa jambe droite dans un accident de la route en voiture.
À la mi-2021, il contracte le Covid-19 et est hospitalisé à Evergreen Park. Il en décède le 4 août 2021 à l'âge de 50 ans,,,.

## Discographie
- 1996 : Second Coming (ACV)
- 1996 : Feel the Music (Peacefrog)
- 1999 : The Groove I Have (Moody)
- 1999 : In Motion, Vol. 3 (Distance)
- 2004 : Mix Connection, Vol. 1 (Wagram)